# Tidriku
Tidriku es un pueblo ubicado en el municipio de Haljala, en el condado de Lääne-Viru, Estonia.

## Superficie
Posee una superficie de 12,36 kilómetros cuadrados.

## Demografía
Hasta 2011 la población era de 4 habitantes.